# Una pasión
«Una Pasión» es el tercer sencillo del álbum La imagen es a modo ilustrativo del cantautor argentino Tete. Es una fusión entre rock y pop. 
Este tema musical se convirtió en un éxito en algunos países de Latinoamérica, llegando a los primeros lugares de diversos conteos sudamericanos. En países como Chile, España y México «Una Pasión» dio paso para la difusión de otros singles del álbum La imagen es a modo ilustrativo.
El sencillo se lanzó en junio de 2007 coincidiendo con el inicio de la Copa América con sede en Venezuela celebrada ese mismo año.
El videoclip del tema fue rodado en el Estadio José Amalfitani perteneciente al Club Atlético Vélez Sarsfield.